# Ampelocissus indica
Ampelocissus indica är en vinväxtart som först beskrevs av Carl von Linné, och fick sitt nu gällande namn av Jules Émile Planchon. Ampelocissus indica ingår i släktet Ampelocissus och familjen vinväxter. Inga underarter finns listade i Catalogue of Life.